# Robert W. Chambers

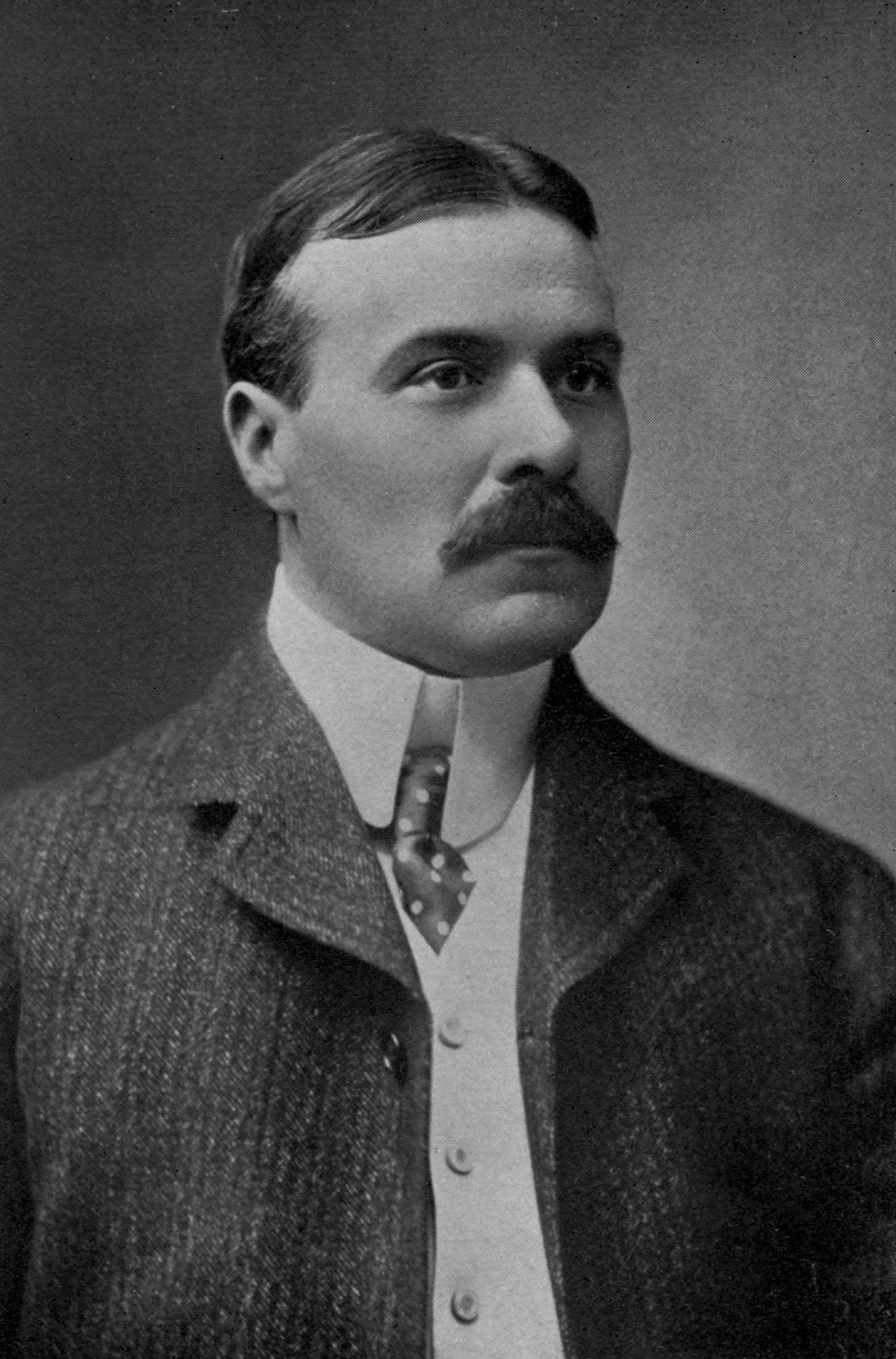
Robert W. Chambers (1903)

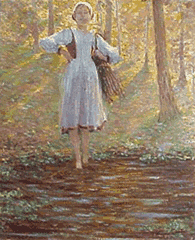
Gemälde (1893) von Chambers

Robert William Chambers (* 26. Mai 1865 in Brooklyn, New York City; † 16. Dezember 1933 in New York) war ein US-amerikanischer Autor phantastischer Literatur.

## Leben
Chambers wurde 1865 in New York als Sohn einer wohlsituierten und traditionsreichen Familie geboren. Sein Vater, William P. Chambers, war ein erfolgreicher Anwalt und seine Mutter Caroline Chambers, geborene Boughton, eine direkte Nachkommin von Roger Williams, dem Gründer von Providence und des Staates Rhode Island. Sein ein Jahr jüngerer Bruder Walter Boughton Chambers war ein berühmter Architekt und entwarf für den Großvater William Chambers, einen geachteten Arzt, den Familiensitz Broadalbin.
Chambers studierte zunächst Ingenieurwesen am Brooklyn Polytechnic Institute, wandte sich aber nach dem Abschluss seinen künstlerischen Neigungen zu, wurde 1885 einer der ersten Studenten der New York Art Students League, wo er sich mit Charles Dana Gibson befreundete, der später mehrere seiner Bücher illustrieren sollte.
1886 ging Chambers nach Paris, wo er an der École des Beaux-Arts und an der Académie Julian Malerei studierte und 1889 im Salon de Paris ausstellte.
Nach seiner Rückkehr nach New York wurde er ein gesuchter Illustrator, dessen Arbeiten in den angesehensten Magazinen wie Life, Truth and Vogue erschienen. Seine Illustrationen zeigten häufig einen idealisierten Typus junger Frauen, nicht unähnlich dem von seinem Freund Gibson propagierten Typus des Gibson-Girls, so dass man analog auch vom Chambers-Girl sprach.

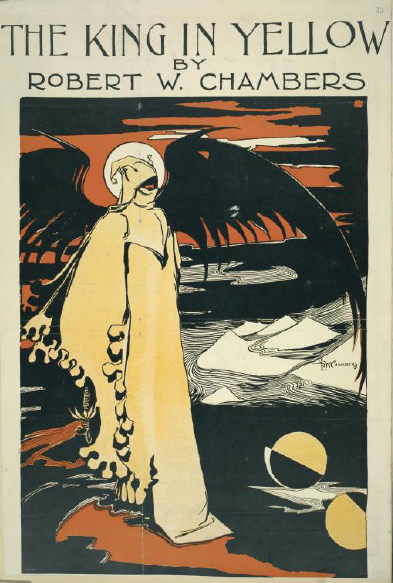
Cover der Erstausgabe von The King in Yellow mit von Chambers gezeichnetem Titelbild

1894 erschien – zunächst anonym – ein erster Band mit Erzählungen, für den sein Bohème-Leben als Künstler in Paris den Hintergrund bildete. Der sensationelle Erfolg seines 1895 erschienenen zweiten Buches The King in Yellow, einer Sammlung düster-phantastischer Erzählungen, veranlasste ihn, die Bildende Kunst ganz aufzugeben und sich fortan nur dem Schreiben zu widmen.
Den Erfolg des King in Yellow konnte er jedoch nicht wiederholen. Es erschienen zwar vor allem in den ersten Jahren einige dem Phantastischen zuzurechnende Sammlungen von Erzählungen, Chambers wandte sich jedoch zunehmend von diesem Genre ab und anderen Gattungen, wie etwa dem historischen Roman oder Liebesromanen in der Welt der New Yorker Upper Class zu.
Diese Bücher waren zunächst sehr erfolgreich. So hatte sein Roman The Fighting Chance (1906), der schon als Fortsetzungsroman in der Saturday Evening Post sehr erfolgreich war, eine Startauflage von fast 100.000 Exemplaren. Der Nachfolger The Younger Set (1907) wurde 200.000 Mal verkauft und ins Schwedische übersetzt.
Nachhaltig blieb dagegen sein Einfluss im Bereich der phantastischen und der Horrorliteratur, wo H. P. Lovecraft und seine Nachfolger Elemente aus Chambers’ Werken aufgriffen, wie etwa das „Gelbe Zeichen“ und den Kult des Hastur, die Chambers selbst wiederum teilweise von Ambrose Bierce übernommen hatte.
Ans Ende seines Essays Geschichte und Chronologie des Necronomicons setzte Lovecraft eine kleine Hommage an Chambers: „Aus den Gerüchten über dieses Buch [das Necronomicon] soll Robert W. Chambers den Einfall zu seinem frühen Roman The King in Yellow bezogen haben.“
Zu Chambers Bedeutung und dessen früher Abkehr vom phantastischen Genre äußerte sich Lovecraft in seinem Essay Supernatural Horror in Literature:

„One cannot help regretting that he did not further develop a vein in which he could so easily have become a recognised master.“

„Es ist zu bedauern, dass er den Weg nicht weiter verfolgte, der ihn leicht zu anerkannter Meisterschaft hätte führen können.“

Lovecrafts Enttäuschung über das Ungeformte und Versäumte bei Chambers’ formuliert S. T. Joshi ähnlich, ausführlicher und härter im Ausdruck:

„Ein Mensch, dem das Schreiben anscheinend so leicht fiel wie (auf einem erheblich höheren Niveau) Telemann oder Mozart das Komponieren, der als Maler in Frankreich, als Jäger und Angler im Staat New York, als Schmetterlingssammler und Amateurwissenschaftler eigene Erfahrungen in Literatur umzusetzen vermochte, gleichzeitig aber so viele seiner Schöpfungen durch Schnoddrigkeit, Pseudo-Intellektualismus und reißerische Sentimentalität verschandelte, dessen Fähigkeit der Beschreibung und Einfallsreichtum so enorm ausgeprägt waren, der sich aber zu sehr dem Geschmack des Mobs beugte, um sie logisch und effektiv umsetzen zu können, der uns einige unsterbliche Horror- und Fantasyerzählungen hinterließ, die mühsam aus einer Überfülle an Schund herausgefiltert werden müssen, dessen Ausmaß einen fassungslos macht – Chambers war ein intellektueller Dilettant und schrieb, was immer ihm gerade in den Sinn kam.“

Chambers Bedeutung wird heute darin gesehen, dass er den Bogen von den makaber-phantastischen Erzählungen eines Poe und Ambrose Bierce zu Lovecraft und den moderneren Vertretern des übernatürlichen Schreckens geschlagen und einige Elemente zum Cthulhu-Mythos beigetragen hat. Michael Nagula nennt als von Chambers’ beeinflusste Autoren James Blish, Lin Carter, Raymond Chandler, August Derleth, David Drake, Abraham Merritt, Robert Silverberg, Clark Ashton Smith, Karl Edward Wagner, Jack Vance, Lawrence Watt-Evans und insbesondere Marion Zimmer Bradley in deren Darkover-Romanen die aus den King in Yellow stammenden Namen Hastur, Hali und Carcosa eine zentrale Rolle spielen.
Bis zu seinem Tode verfasste Chambers etwa 70 Romane, daneben auch Dramen, Lyrik und einige Kinderbücher. Seine phantastischen Erzählungen wurden bis heute immer wieder aufgelegt und anthologisiert. Übersetzungen blieben bis in die 1970er Jahre aus und kamen auch im dann einsetzenden Phantastik-Boom eher spärlich. Der King in Yellow wurde immerhin ins Italienische (1975), Niederländische (1976) und Spanische (2000) übersetzt. Eine erste deutsche Übersetzung erschien 1982 bei Bastei Lübbe. Eine Zusammenstellung aus The King in Yellow und The Mystery of Choice mit einem Nachwort von Michael Nagula und einer Bibliografie zu Chambers erschien 2002 im Festa Verlag.
Waren seine romantischen und historischen Geschichten auch bald vergriffen und vergessen, so bediente sich der stets nach verfilmbaren Material hungernde Stummfilm gern und ausgiebig im umfangreichen Bestand der Unterhaltungsliteratur aus Chambers’ Feder: von 1908 bis 1931 sind 27 Verfilmungen belegt, davon 20 allein in den Jahren 1916 bis 1920.
Chambers hatte 1898 mit 32 Jahren die damals 16-jährige Elsa Vaughn Moller geheiratet und von dieser noch im gleichen Jahr einen Sohn Robert Edward Stuart Chambers (1898–1955), der sich später auch als Schriftsteller betätigte.
Chambers starb 1933 im Alter von 68 Jahren nach einer Darmoperation im Doctors Hospital in Manhattan und wurde auf dem Familiensitz Broadalbin in den Adirondacks beigesetzt.
1909 wurde er in die American Academy of Arts and Letters gewählt.

## Werke
Romane und Erzählungen
- In the Quarter (1894)
- The King in Yellow (1895, Kurzgeschichten)
- The Red Republic (1895)
- The Maker of Moons (1896, Kurzgeschichten)
- A King and A Few Dukes (1896)
- With the Band (1896)
- The Mystery of Choice (1897, Kurzgeschichten)
- Lorraine (1898)
- Ashes of Empire (1898)
- The Haunts of Men (1898, Kurzgeschichten)
- Outsiders (1899)
- The Cambric Mask (1899)
- The Conspirators (1899)
- Cardigan (1901)
- The Maid-at-Arms (1902)
- The Maids of Paradise (1903, historische Erzählung über den Französisch-Preußischen Krieg[6])
- In Search of the Unknown (1904)
- A Young Man in a Hurry (1904, Kurzgeschichten)
- The Reckoning (1905, historische Erzählung über die Amerikanische Revolution[7])
- Iole (1905)
- The Tracer of Lost Persons (1906)
- The Fighting Chance (1906)
- The Tree of Heaven (1907, Kurzgeschichten)
- The Younger Set (1907, illustriert von G.C. Wilmshurst)
- Some Ladies in Haste (1908)
- The Firing Line (1908)
- Special Messenger (1909)
- The Danger Mark (1909, illustriert von A.B. Wenzell)
- The Green Mouse (1910)
- Ailsa Paige (1910)
- The Common Law (1911)
- The Adventures of a Modest Man (1911)
- Blue-Bird Weather (1912, illustriert von Charles Dana Gibson)
- The Streets of Ascalon (1912)
- The Japonette (1912)
- The Gay Rebellion (1913)
- The Business of Life (1913)
- Quick Action (1914)
- The Hidden Children (1914)
- Anne's Bridge (1914)
- Between Friends (1914)
- Who goes There! (1915)
- Athalie (1915)
- Police!!! (1915, Kurzgeschichten)
- The Girl Philippa (1916)
- The Better Man (1916, Kurzgeschichten)
- The Dark Star (1917)
- The Barbarians (1917)
- The Laughing Girl (1918)
- The Restless Sex (1918)
- The Moonlit Way (1919)
- In Secret (1919)
- The Crimson Tide (1919)
- A Story of Primitive Love (1920)
- The Slayer of Souls (1920)
- The Little Red Foot (1920)
- Eris (1922)
- The Flaming Jewel (1922)
- The Talkers (1923)
- The Hi-Jackers (1923)
- America; or, The Sacrifice (1924)
- The Mystery Lady (1925)
- Marie Halkett (1925 UK, 1937 US)
- The Girl in Golden Rags (1925 UK, 1936 US)
- The Man They Hanged (1926)
- The Drums of Aulone (1927)
- The Gold Chase (1927)
- The Sun Hawk (1928)
- The Rogue's Moon (1928)
- The Happy Parrot (1929)
- The Painted Minx (1930)
- The Rake and the Hussy (1930)
- War Paint and Rouge (1931)
- Gitana (1931)
- Whistling Cat (1932)
- Whatever Love Is (1933)
- Secret Service Operator 13 (1934, in Cosmopolitan zwischen 1930 und 1932 erschienene Kurzgeschichten)
- The Young Man's Girl (1934, Erstdruck in The Delineator, 1933)
- Love and the Lieutenant (1935, Erstdruck in The Woman's Home Companion, 1934)
- Beating Wings (1936, Erstdruck in McCall's, 1927)
- The Fifth Horseman (1937, Erstdruck in McCall's, 1930)
- Smoke of Battle (1938, möglicherweise von Rupert Hughes fertiggestellt)

Kinderbücher
- Outdoorland (1902, illustriert von Reginald Bathurst Birch)
- Orchard-Land (1903, illustriert von Reginald Bathurst Birch)
- River-Land (1904, illustriert von Elizabeth S. Green)
- Forest-Land (1905, illustriert von Emily Benson Knipe)
- Mountain-Land (1906, illustriert von Frederick Richardson und Walter King Stone)
- Garden-Land (1907, illustriert von Harrison Cady)

Sammlungen und Werkausgaben
- The king in yellow and other horror stories. Hrsg. und mit einer Einleitung von Everett Franklin Bleiler. Dover, New York 1970, ISBN 0-486-22500-3. Auswahl aus The King in Yellow und anderen Werken. Enthält:
  - The Yellow Sign
  - The Repairer of Reputations
  - The Demoiselle D'Ys
  - The Mask
  - In the Court of the Dragon
  - The Maker of Moons
  - A Pleasant Evening
  - The Messenger
  - The Key to Grief
  - The Harbor-master
  - In Quest of the Dingue
  - Is the Ux Extinct?
- Robert M. Price (Hrsg.): The Hastur Cycle. Chaosium, 1993 (enthält Erzählungen von Chambers und anderen).
- S. T. Joshi (Hrsg.): The Yellow Sign and Other Stories : The Complete Weird Tales of Robert W. Chambers. Chaosium, 2004, ISBN 1-56882-170-0.
- The Collected Supernatural and Weird Fiction of Robert W. Chambers. 4 Bde. Leonaur, 2010.
  - Bd. 1: The Slayer of Souls; In the Court of the Dragon; Passeur; The Key to Grief; The Man at the next Table; A Pleasant Evening; Rue Barré; The Immortal; The Silent Land; The Carpet of Belshazzar; The Sign of Venus; The Case of Mr. Helmer; The Story of Major Weir; One Over; The Bridal Pair; Un Peu D'amour
  - Bd. 2: In Search of the Unknown; The Green Mouse; Collector of the Port; The Purple Emperor; Pompe Funèbre; The Messenger; The Repairer of Reputations; The Yellow Sign
  - Bd. 3: The Maker of Moons; The Tracer of Lost Persons; The Street of Our Lady of the Fields; The Street of the First Shell; The Street of the Four Winds; The Swastika; The Whisper; The White Shadow; Out of the Depths; The Golden Pool; The Eggs of the Silver Moon; The Third Eye; The Ladies of the Lake; The Prophets' Paradise
  - Bd. 4: The Hidden Children ; The Mask ; The Demoiselle D'ys.
- Der König in Gelb. Übersetzt von Andreas Diesel. Mit einem Nachwort von Michael Nagula und einer Bibliografie. Festa, 2002, ISBN 3-935822-39-1. Enthält:
  - Der Wiederhersteller des guten Rufes (The Repairer of Reputations, 1895)
  - Die Maske (The Mask, 1895)
  - Am Hofe des Drachen (In the Court of the Dragon, 1895)
  - Das Gelbe Zeichen (The Yellow Sign, 1895)
  - Die Jungfer d'Ys (The Demoiselle d'Ys, 1895)
  - Das Paradies der Propheten (The Prophets' Paradise, 1895)
  - Die Straße der Vier Winde (The Street of the Four Winds, 1895)
  - Das Mysterium der Vorlieben (The Mystery of Choice, 1897)
  - Der Purpurkaiser (The Purple Emperor, 1897)
  - Pompe Funèbre - Totenfeier (Pompe Funèbre, 1897)
  - Der Bote (The Messenger, 1897)
  - Der Weiße Schatten (The White Shadow, 1897)
  - Passeur - Fährmann (Passeur, 1897)
  - Der Weg des Kummers (The Key to Grief, 1897)